# Black on Both Sides
Black on Both Sides – debiutancki album amerykańskiego rapera Mosa Defa. Został wydany w październiku 1999 roku nakładem wytwórni Rawkus Records. Płyta zawiera 17 premierowych utworów. Za produkcję podkładów muzycznych odpowiadali między innymi DJ Premier, The Beatnuts, Ali Shaheed Muhammad, czy Diamond D. Natomiast swoje zwrotki dograli Q-Tip, Talib Kweli czy Busta Rhymes. Tytuł zadebiutował na 25. miejscu notowania Billboard 200 i na 3. pozycji listy przebojów Top R&B/Hip-Hop Albums.

## Lista utworów
| Nr | Tytuł             | Producent(ci)                            | Wykonawcy             |
| -- | ----------------- | ---------------------------------------- | --------------------- |
| 1  | "Fear Not of Man" | Mos Def                                  | Mos Def               |
| 2  | "Hip Hop"         | Diamond D, Mos Def                       | Mos Def               |
| 3  | "Love"            | 88-Keys                                  | Mos Def               |
| 4  | "Ms. Fat Booty"   | Ayatollah                                | Mos Def               |
| 5  | "Speed Law"       | 88-Keys                                  | Mos Def               |
| 6  | "Do It Now"       | Mr. Khaliyl                              | Busta Rhymes, Mos Def |
| 7  | "Got"             | Ali Shaheed Muhammad                     | Mos Def               |
| 8  | "Umi Says"        | David Kennedy, Mos Def                   | Mos Def               |
| 9  | "New World Water" | Psycho Les                               | Mos Def               |
| 10 | "Rock N Roll"     | Psycho Les, Mos Def                      | Mos Def               |
| 11 | "Know That"       | Ayatollah                                | Mos Def, Talib Kweli  |
| 12 | "Climb"           | DJ Etch A Sketch, Mos Def, Weldon Irvine | Mos Def, Vinia Mojica |
| 13 | "Brooklyn"        | David Kennedy, Ge-ology, Mos Def         | Mos Def               |
| 14 | "Habitat"         | DJ Etch A Sketch                         | Mos Def               |
| 15 | "Mr. Nigga"       | D. Prosper, Mos Def                      | Mos Def, Q-Tip        |
| 16 | "Mathematics"     | DJ Premier                               | Mos Def               |
| 17 | "May-December"    | 88-Keys, Mos Def                         | Mos Def               |

## Instrumenty
- "Fear Not of Man"
  - Bas: Mos Def
  - Konga: Mos Def
  - Keyboard: Weldon Irvine
  - Percusjonalia: Mos Def
- "Hip Hop"
  - Bas: Mos Def
  - Keyboard: Mos Def
  - Scratching: DJ Etch A Sketch
- "Umi Says"
  - Fender Rhodes: will.i.am
  - Hammond: Weldon Irvine
- "Rock N Roll"
  - Bas: Mos Def
  - Perkusja: Mos Def
  - Gitara: Johnny Why
- "Mr. Nigga"
  - Konga: Mos Def
  - Perkusjonalia: Mos Def
- "May-December"
  - Bas: Mos Def
  - Pianino: Weldon Irvine
  - Wibrafon: Mos Def

## Sample
- "Fear Not of Man" sample z "Fear Not for Man" Fela Kuti.
- "Hip Hop" sample z "The Warning Pt II" David Axelrod, "Time's Up" O.C.
- "Love" sample z "Porgy" Bill Evans i przeróbka "I Know You Got Soul" Eric B. & Rakim"
- "Ms. Fat Booty" sample z "One Step Ahead" Aretha Franklin.
- "Speed Law" sample z "Promise Her Anything But Give Her Arpeggio" Big Brother & The Holding Company, "And That's Saying a Lot" Christine McVie.
- "Know That", "Anyone Who Had A Heart" Dionne Warwick.
- "Brooklyn" sample z "What Are You Doin' the Rest of Your Life" Milt Jackson, "We Live In Brooklyn Baby" Roy Ayers, "I'm Afraid the Masquerade Is Over" David Porter (The Notorious B.I.G. "Who Shot Ya?"), i przeróbka "Under the Bridge" Red Hot Chili Peppers.
- "Mr. Nigga" sample z "A Legend in His Own Mind" Gil Scott-Heron i Brian Jackson, "Sun Goddess" Ramsey Lewis.
- "Mathematics" sample z "John Blaze" Fat Joe, "On and On" Erykah Badu, "Baby I'm-A Want You" The Fatback Band, "Funky Drummer" James Brown, "For All My Niggaz & Bitches" Snoop Dogg (głos: Lady of Rage), "Criminology" Raekwon (głos: Ghostface Killah) i "Body Rock" Mos Def.

## Twórcy
- Weldon Irvine – Pianino, Aranżacja, Keyboardy, Producent,
- Jane – Projekt,
- The Beatnuts – Produkcja,
- Busta Rhymes – Wykonawca,
- Diamond D – Producent,
- DJ Premier – Producent,
- David Kennedy – Producent, Techniczny, Miks,
- Ali Shaheed Muhammad – Producent,
- Vinia Mojica – Głos,
- Q-Tip – Wykonawca,
- Mos Def – Bas, Perkucjonalia, Konga, Perkusja, Keyboard, Producent, Wibrafon, Główny Producent,
- Kiku – Projekt,
- Talib Kweli – Wykonawca,
- 88 Keys – Producent,
- Etch-A-Sketch – Producent,
- Shaka – Główny Producent,
- Psycho Les – Producent,
- Johnny Why – Gitara, Techniczny,
- Calabazitaz Tiernaz – Fotografia,
- Alvaro Gonzalez-Campo – Fotografia,
- Ayatollah – Producent,
- Ge-Ology – Producent.